# 256 км (зупинний пункт)
256 кіломе́тр — пасажирський залізничний зупинний пункт Полтавської дирекції Південної залізниці.
Розташований в Автозаводському районі Кременчука (місцевість Чередники), Полтавської області на лінії Полтава-Південна — Кременчук між станціями Потоки (13 км) та Кременчук (3 км).
На зупинному пункті зупиняються приміські електропоїзди.